# Словенія на зимових Олімпійських іграх 2022
Словенія взяла участь у зимових Олімпійських іграх 2022, що тривали з 4 до 20 лютого в Пекіні (Китай).
Гірськолижниця Ілька Штугець і сноубордист Жан Кошир мали нести прапор своєї країни на церемонії відкриття, але тест Кошира на Ковід-19 виявився позитивним, тож замість нього прапор ніс інший сноубордист Рок Маргуч. А нести прапор на церемонії закриття доручили Аниті Клеменчич.

## Медалісти
Список словенських спортсменів, що на Іграх здобули медалі.
| Медаль | Ім'я                                            | Вид спорту          | Дисципліна                                     | Дата      |
| ------ | ----------------------------------------------- | ------------------- | ---------------------------------------------- | --------- |
| Золото | Урша Богатай                                    | Стрибки з трампліна | Нормальний трамплін (жінки)                    | 5 лютого  |
| Золото | Ніка Крижнар Тімі Зайц Урша Богатай Петер Превц | Стрибки з трампліна | Змішані команди                                | 7 лютого  |
| Срібло | Тім Мастнак                                     | Сноубординг         | Паралельний гігантський слалом (чоловіки)      | 8 лютого  |
| Срібло | Жан Кранець                                     | Гірськолижний спорт | Гігантський слалом (чоловіки)                  | 13 лютого |
| Срібло | Ловро Кос Цене Превц Тімі Зайц Петер Превц      | Стрибки з трампліна | Великий трамплін, командна першість (чоловіки) | 14 лютого |
| Бронза | Ніка Крижнар                                    | Стрибки з трампліна | Нормальний трамплін (жінки)                    | 5 лютого  |
| Бронза | Глорія Котник                                   | Сноубординг         | Паралельний гігантський слалом (жінки)         | 8 лютого  |

## Спортсмени
Кількість спортсменів, що взяли участь в Іграх, за видами спорту.
| Вид спорту          | Чоловіки | Жінки | Загалом |
| ------------------- | -------- | ----- | ------- |
| Гірськолижний спорт | 4        | 7     | 11      |
| Біатлон             | 4        | 2     | 6       |
| Лижні перегони      | 4        | 5     | 9       |
| Лижне двоборство    | 1        | Н/Д   | 1       |
| Стрибки з трампліна | 5        | 4     | 9       |
| Сноубординг         | 4        | 2     | 6       |
| Загалом             | 22       | 20    | 42      |

## Гірськолижний спорт
Словенію на Іграх представляли чотири гірськолижники і сім гірськолижниць.
Чоловіки
| Спортсмен       | Дисципліна         | 1-й спуск | 1-й спуск | 2-й спуск   | 2-й спуск   | Сума        | Сума        |
| Спортсмен       | Дисципліна         | Час       | Місце     | Час         | Місце       | Час         | Місце       |
| --------------- | ------------------ | --------- | --------- | ----------- | ----------- | ----------- | ----------- |
| Міха Хробат     | Комбінація         | НФ        | НФ        | Не потрапив | Не потрапив | Не потрапив | Не потрапив |
| Нейц Наралочник | Комбінація         | НФ        | НФ        | Не потрапив | Не потрапив | Не потрапив | Не потрапив |
| Міха Хробат     | Швидкісний спуск   | Н/Д       | Н/Д       | Н/Д         | Н/Д         | 1:44:71     | 24          |
| Боштьян Кліне   | Швидкісний спуск   | Н/Д       | Н/Д       | Н/Д         | Н/Д         | 1:43:75     | 10          |
| Нейц Наралочник | Швидкісний спуск   | Н/Д       | Н/Д       | Н/Д         | Н/Д         | НФ          | НФ          |
| Жан Кранець     | Гігантський слалом | 1:03.71   | 8         | 1:05.83     | 1           | 2:09.54     | 2           |
| Жан Кранець     | Слалом             | НФ        | НФ        | Не потрапив | Не потрапив | Не потрапив | Не потрапив |
| Міха Хробат     | Супергігант        | Н/Д       | Н/Д       | Н/Д         | Н/Д         | НФ          | НФ          |
| Боштьян Кліне   | Супергігант        | Н/Д       | Н/Д       | Н/Д         | Н/Д         | 1:22.55     | 20          |
| Нейц Наралочник | Супергігант        | Н/Д       | Н/Д       | Н/Д         | Н/Д         | 1:23.08     | 24          |

Жінки
| Спортсменка        | Дисципліна         | 1-й спуск | 1-й спуск | 2-й спуск    | 2-й спуск    | Сума         | Сума         |
| Спортсменка        | Дисципліна         | Час       | Місце     | Час          | Місце        | Час          | Місце        |
| ------------------ | ------------------ | --------- | --------- | ------------ | ------------ | ------------ | ------------ |
| Маруша Ферк Сайоні | Комбінація         | 1:33.07   | 6         | 57.05        | 8            | 2:30.12      | 9            |
| Маруша Ферк Сайоні | Швидкісний спуск   | Н/Д       | Н/Д       | Н/Д          | Н/Д          | 1:34.99      | 23           |
| Ілька Штугець      | Швидкісний спуск   | Н/Д       | Н/Д       | Н/Д          | Н/Д          | 1:34.88      | 22           |
| Ана Буцик          | Гігантський слалом | 59.42     | 16        | 58.47        | 11           | 1:57.89      | 11           |
| Мета Хроват        | Гігантський слалом | 58.48     | 4         | 58.56        | 13           | 1:57.04      | 7            |
| Тіна Робник        | Гігантський слалом | 1:00.18   | 21        | 58.72        | 15           | 1:58.90      | 18           |
| Андрея Слокар      | Гігантський слалом | 1:00.08   | 20        | НФ           | НФ           | НФ           | НФ           |
| Ана Буцик          | Слалом             | 53.73     | 14        | 52.94        | 7            | 1:46.67      | 11           |
| Нея Дворник        | Слалом             | НФ        | НФ        | Не потрапила | Не потрапила | Не потрапила | Не потрапила |
| Мета Хроват        | Слалом             | НФ        | НФ        | Не потрапила | Не потрапила | Не потрапила | Не потрапила |
| Андрея Слокар      | Слалом             | 52.64     | 4         | 52.56        | 5            | 1:45.20      | 5            |
| Маруша Ферк Сайоні | Супергігант        | Н/Д       | Н/Д       | Н/Д          | Н/Д          | 1:15.72      | 23           |

Змішані
| Спортсмени                                                  | Дисципліна | 1/8 фіналу          | Чвертьфінал         | Півфінал           | Фінал / БМ         | Фінал / БМ |
| Спортсмени                                                  | Дисципліна | Суперник Результат  | Суперник Результат  | Суперник Результат | Суперник Результат | Місце      |
| ----------------------------------------------------------- | ---------- | ------------------- | ------------------- | ------------------ | ------------------ | ---------- |
| Жан Кранець Міха Хробат Ана Буцик Андрея Слокар Тіна Робник | Команди    | Канада (CAN) W 2*–2 | Австрія (AUT) L 1–3 | Не потрапили       | Не потрапили       | 7          |

## Біатлон
Словенія відрядила на Ігри двох жінок і чотирьох чоловіків.
Чоловіки
| Спортсмен                                   | Дисципліна              | Час       | Хиби        | Місце |
| ------------------------------------------- | ----------------------- | --------- | ----------- | ----- |
| Міха Довжан                                 | Індивідуальні перегони  | 53:39.4   | 2 (0+0+0+2) | 38    |
| Яков Фак                                    | Індивідуальні перегони  | 52:48.0   | 3 (1+1+0+1) | 29    |
| Ловро Планко                                | Індивідуальні перегони  | 54:27.9   | 4 (2+1+0+1) | 46    |
| Рок Тршан                                   | Індивідуальні перегони  | 55:14.7   | 1 (1+0+0+0) | 54    |
| Яков Фак                                    | Перегони переслідування | 43:58.9   | 5 (1+2+1+1) | 29    |
| Ловро Планко                                | Перегони переслідування | 47:31.6   | 8 (2+2+2+2) | 56    |
| Міха Довжан                                 | Спринт                  | 26:53.1   | 2 (2+0)     | 62    |
| Яков Фак                                    | Спринт                  | 25:48.0   | 1 (0+1)     | 26    |
| Ловро Планко                                | Спринт                  | 26:22.3   | 2 (0+2)     | 42    |
| Рок Тршан                                   | Спринт                  | 27:45.7   | 1 (0+1)     | 86    |
| Міха Довжан Яков Фак Ловро Планко Рок Тршан | Естафета (чоловіки)     | 1:24:09.6 | 10 (0+10)   | 11    |

Жінки
| Спортсменка      | Дисципліна              | Час     | Хиби        | Місце |
| ---------------- | ----------------------- | ------- | ----------- | ----- |
| Полона Клеменчич | Індивідуальні перегони  | 48:18.8 | 2 (0+2+0+0) | 29    |
| Жива Клеменчич   | Індивідуальні перегони  | 51:51.6 | 4 (0+1+0+3) | 64    |
| Полона Клеменчич | Перегони переслідування | 41:31.5 | 4 (0+1+2+1) | 51    |
| Полона Клеменчич | Спринт                  | 23:31.2 | 2 (1+1)     | 59    |
| Жива Клеменчич   | Спринт                  | 24:43.6 | 3 (3+0)     | 79    |

Змішана естафета
| Спортсмен                                            | Дисципліна | Час  | Хиби | Місце |
| ---------------------------------------------------- | ---------- | ---- | ---- | ----- |
| Міха Довжан Яков Фак Полона Клеменчич Жива Клеменчич | Естафета   | КОЛО | 4+10 | 20    |

## Лижні перегони
Словенія відрядила на Ігри п'ять жінок і чотирьох чоловіків.
Дистанційні перегони
Чоловіки
| Спортсмен                                    | Дисципліна       | Класичний стиль | Класичний стиль | Вільний стиль | Вільний стиль | Фінал | Фінал       | Фінал |
| Спортсмен                                    | Дисципліна       | Час             | Місце           | Час           | Місце         | Час   | Відставання | Місце |
| -------------------------------------------- | ---------------- | --------------- | --------------- | ------------- | ------------- | ----- | ----------- | ----- |
| Вілі Чрв                                     |                  |                 |                 |               |               |       |             |       |
| Янез Лампич                                  |                  |                 |                 |               |               |       |             |       |
| Миха Личеф                                   | 30 км скіатлон   | 44:39.3         | 54              | КОЛО          | КОЛО          | КОЛО  | КОЛО        | 56    |
| Міха Шименць                                 |                  |                 |                 |               |               |       |             |       |
| Міха Шименць Миха Личеф Вілі Чрв Янез Лампич | Естафета 4×10 км | Н/Д             | N/A             | КОЛО          | 14            |       |             |       |

Жінки
| Спортсменка     | Дисципліна             | Класичний стиль | Класичний стиль | Вільний стиль | Вільний стиль | Фінал   | Фінал       | Фінал |
| Спортсменка     | Дисципліна             | Час             | Місце           | Час           | Місце         | Час     | Відставання | Місце |
| --------------- | ---------------------- | --------------- | --------------- | ------------- | ------------- | ------- | ----------- | ----- |
| Анита Клеменчич | 10 км класичним стилем | Н/Д             | 33:09.3         | +5:03.0       | 62            |         |             |       |
| Анамарія Лампич | 10 км класичним стилем | Н/Д             | 29:55.0         | +1:48.7       | 17            |         |             |       |
| Аня Манделіч    | 10 км класичним стилем | Н/Д             | 33:19.5         | +5:13.2       | 66            |         |             |       |
| Нежа Жер'яв     | 10 км класичним стилем | Н/Д             | 33:56.8         | +5:50.5       | 71            |         |             |       |
| Нежа Жер'яв     | 15 км скіатлон         | 27:07.4         | 56              | 24:27.5       | 47            | 52:33.1 | +8:19.4     | 55    |

Спринт
| Спортсмен                 | Дисципліна                  | Кваліфікація | Кваліфікація | Чвертьфінал  | Чвертьфінал  | Півфінал     | Півфінал     | Фінал        | Фінал        |
| Спортсмен                 | Дисципліна                  | Час          | Місце        | Час          | Місце        | Час          | Місце        | Час          | Місце        |
| ------------------------- | --------------------------- | ------------ | ------------ | ------------ | ------------ | ------------ | ------------ | ------------ | ------------ |
| Вілі Чрв                  | Чоловіки                    | 2:57.39      | 42           | Не потрапив  | Не потрапив  | Не потрапив  | Не потрапив  | Не потрапив  | Не потрапив  |
| Янез Лампич               | Чоловіки                    | 3:09.95      | 74           | Не потрапив  | Не потрапив  | Не потрапив  | Не потрапив  | Не потрапив  | Не потрапив  |
| Миха Личеф                | Чоловіки                    | 3:05.98      | 65           | Не потрапив  | Не потрапив  | Не потрапив  | Не потрапив  | Не потрапив  | Не потрапив  |
| Міха Шименць              | Чоловіки                    | 2:58.14      | 44           | Не потрапив  | Не потрапив  | Не потрапив  | Не потрапив  | Не потрапив  | Не потрапив  |
| Вілі Чрв Міха Шименць     | Командний спринт (чоловіки) | Н/Д          | Н/Д          | Н/Д          | Н/Д          | 20:43.03     | 8            | Не потрапив  | 16           |
| Анита Клеменчич           | Жінки                       | 3:34.12      | 55           | Не потрапила | Не потрапила | Не потрапила | Не потрапила | Не потрапила | Не потрапила |
| Анамарія Лампич           | Жінки                       | 3:22.93      | 26 Q         | 3:18.60      | 3 LL         | 3:19.26      | 6            | Не потрапила | Не потрапила |
| Аня Манделіч              | Жінки                       | 3:35.90      | 59           | Не потрапила | Не потрапила | Не потрапила | Не потрапила | Не потрапила | Не потрапила |
| Ева Уревц                 | Жінки                       | 3:30.43      | 46           | Не потрапила | Не потрапила | Не потрапила | Не потрапила | Не потрапила | Не потрапила |
| Анамарія Лампич Ева Уревц | Командний спринт (жінки)    | Н/Д          | Н/Д          | Н/Д          | Н/Д          | 24:10.14     | 7            | Не потрапили | 14           |

## Лижне двоборство
Словенія відрядила на Ігри одного спортсмена.
| Спортсмен    | Дисципліна                | Стрибки з трампліна | Стрибки з трампліна | Стрибки з трампліна | Лижні перегони | Лижні перегони | Загалом | Загалом |
| Спортсмен    | Дисципліна                | Відстань            | Бали                | Місце               | Час            | Місце          | Час     | Місце   |
| ------------ | ------------------------- | ------------------- | ------------------- | ------------------- | -------------- | -------------- | ------- | ------- |
| Вид Врховник | Нормальний трамплін/10 км | 91.5                | 88.0                | 31                  | 27:34.5        | 39             | 30:34.5 | 37      |
| Вид Врховник | Великий трамплін/10 км    | 114.0               | 82.4                | 34                  | 28:11.8        | 41             | 32:01.8 | 36      |

## Стрибки з трампліна
Словенія відрядила на Ігри чотирьох жінок і п'ятьох чоловіків.
Чоловіки
| Спортсмен                                  | Дисципліна                          | Кваліфікація | Кваліфікація | Кваліфікація | Перший раунд | Перший раунд | Перший раунд | Фінал    | Фінал | Фінал | Загалом | Загалом |
| Спортсмен                                  | Дисципліна                          | Відстань     | Бали         | Місце        | Відстань     | Бали         | Місце        | Відстань | Бали  | Місце | Бали    | Місце   |
| ------------------------------------------ | ----------------------------------- | ------------ | ------------ | ------------ | ------------ | ------------ | ------------ | -------- | ----- | ----- | ------- | ------- |
| Ловро Кос                                  | Великий трамплін                    | 125.0        | 114.9        | 19 Q         | 135.0        | 130.7        | 13           | 136.5    | 137.7 | 6     | 268.4   | 11      |
| Цене Превц                                 | Великий трамплін                    | 128.5        | 121.1        | 10 Q         | 135.0        | 131.6        | 10           | 137.0    | 136.5 | 9     | 268.1   | 12      |
| Петер Превц                                | Великий трамплін                    | 131.0        | 128.3        | 3 Q          | 137.0        | 131.3        | 12           | 137.0    | 137.4 | 7     | 268.7   | 10      |
| Тімі Зайц                                  | Великий трамплін                    | 120.0        | 101.1        | 33 Q         | 138.5        | 140.7        | 3            | 130.5    | 132.5 | 14    | 273.2   | 6       |
| Анже Ланішек                               | Нормальний трамплін                 | 94.0         | 98.5         | 15 Q         | 99.0         | 130.6        | 9            | 98.0     | 123.0 | 17    | 253.6   | 13      |
| Ловро Кос                                  | Нормальний трамплін                 | 87.0         | 79.0         | 35 Q         | 95.0         | 120.9        | 28           | 92.0     | 108.7 | 28    | 229.6   | 28      |
| Петер Превц                                | Нормальний трамплін                 | 82.0         | 77.0         | 38 Q         | 103.0        | 139.2        | 2            | 99.5     | 126.2 | 8     | 265.4   | 4       |
| Тімі Зайц                                  | Нормальний трамплін                 | 88.0         | 84.3         | 30 Q         | 97.0         | 128.2        | 18           | 104.5    | 131.1 | 4     | 259.3   | 9       |
| Ловро Кос Цене Превц Петер Превц Тімі Зайц | Великий трамплін, командна першість | Н/Д          | Н/Д          | Н/Д          | 519.0        | 467.4        | 1            | 505.0    | 467.0 | 3     | 934.4   | 2       |

Жінки
| Спортсменка  | Дисципліна          | Перший раунд | Перший раунд | Перший раунд | Фінал    | Фінал | Фінал | Загалом | Загалом |
| Спортсменка  | Дисципліна          | Відстань     | Бали         | Місце        | Відстань | Бали  | Місце | Бали    | Місце   |
| ------------ | ------------------- | ------------ | ------------ | ------------ | -------- | ----- | ----- | ------- | ------- |
| Урша Богатай | Нормальний трамплін | 108.0        | 118.0        | 2 Q          | 100.0    | 121.0 | 1     | 239.0   | 1       |
| Ема Клинець  | Нормальний трамплін | 100.0        | 112.1        | 4 Q          | 90.5     | 103.3 | 6     | 215.4   | 5       |
| Ніка Крижнар | Нормальний трамплін | 103.0        | 113.9        | 3 Q          | 99.5     | 118.1 | 2     | 232.0   | 3       |
| Шпела Рогель | Нормальний трамплін | 93.0         | 101.7        | 9 Q          | 82.0     | 82.5  | 18    | 184.2   | 9       |

Змішані команди
| Спортсмен                                       | Дисципліна          | Перший раунд | Перший раунд | Перший раунд | Фінал    | Фінал | Фінал | Загалом | Загалом |
| Спортсмен                                       | Дисципліна          | Відстань     | Бали         | Місце        | Відстань | Бали  | Місце | Бали    | Місце   |
| ----------------------------------------------- | ------------------- | ------------ | ------------ | ------------ | -------- | ----- | ----- | ------- | ------- |
| Урша Богатай Ніка Крижнар Петер Превц Тімі Зайц | Нормальний трамплін | 406.0        | 506.4        | 1            | 401.0    | 495.1 | 1     | 1001.5  | 1       |

## Сноубординг
Словенія відрядила на Ігри двох жінок і чотирьох чоловіків.
Фристайл
| Спортсмен      | Дисципліна         | Кваліфікація | Кваліфікація | Кваліфікація | Кваліфікація | Кваліфікація | Фінал        | Фінал        | Фінал        | Фінал        | Фінал        |
| Спортсмен      | Дисципліна         | 1-ша спроба  | 2-га спроба  | 3-тя спроба  | Найкраща     | Місце        | 1-ша спроба  | 2-га спроба  | 3-тя спроба  | Найкраща     | Місце        |
| -------------- | ------------------ | ------------ | ------------ | ------------ | ------------ | ------------ | ------------ | ------------ | ------------ | ------------ | ------------ |
| Тіт Штанте     | Хафпайп (чоловіки) | 18.25        | 5.75         | Н/Д          | 18.25        | 22           | Не потрапив  | Не потрапив  | Не потрапив  | Не потрапив  | Не потрапив  |
| Уршка Прибошич | Біг-ейр (жінки)    | 43.00        | 25.75        | 63.75        | 106.75       | 18           | Не потрапила | Не потрапила | Не потрапила | Не потрапила | Не потрапила |
| Уршка Прибошич | Слоупстайл (жінки) | 27.48        | 32.00        | Н/Д          | 32.00        | 24           | Не потрапила | Не потрапила | Не потрапила | Не потрапила | Не потрапила |

Паралельні
| Спортсмен     | Дисципліна                    | Кваліфікація | Кваліфікація | 1/8 фіналу           | Чвертьфінал          | Півфінал              | Фінал              | Фінал |
| Спортсмен     | Дисципліна                    | Час          | Місце        | Суперник Час         | Суперник Час         | Суперник Час          | Суперник Час       | Місце |
| ------------- | ----------------------------- | ------------ | ------------ | -------------------- | -------------------- | --------------------- | ------------------ | ----- |
| Жан Кошир     | Гігантський слалом (чоловіки) | 1:22.16      | 11 Q         | Фішналлер (ITA) L НФ | Не потрапив          | Не потрапив           | Не потрапив        | 11    |
| Рок Маргуч    | Гігантський слалом (чоловіки) | 1:24.38      | 25           | Не потрапив          | Не потрапив          | Не потрапив           | Не потрапив        | 25    |
| Тім Мастнак   | Гігантський слалом (чоловіки) | 1:21.43      | 4 Q          | Арґененд (GER) W     | Квятковський (POL) W | Вайлд (ROC) W         | Карл (AUT) L +0.82 | 2     |
| Глорія Котник | Гігантський слалом (жінки)    | 1:28.78      | 14 Q         | Мікі (JPN) W         | Ланґергорст (GER) W  | Ульбінґ (AUT) L +0.21 | Деккер (NED) W     | 3     |